# Yves Mankel
Yves Hagen Mankel (Gotha, RDA, 12 de noviembre de 1970) es un deportista alemán que compitió en luge en la modalidad doble.
Participó en los Juegos Olímpicos de Albertville 1992, obteniendo una medalla de plata en la prueba doble (junto con Thomas Rudolph).
Ganó una medalla de plata en el Campeonato Mundial de Luge de 1991 y tres medallas en el Campeonato Europeo de Luge, en los años 1992 y 1994.

## Palmarés internacional
| Juegos Olímpicos   | Juegos Olímpicos      | Juegos Olímpicos  | Juegos Olímpicos |
| Año                | Lugar                 | Medalla           | Prueba           |
| ------------------ | --------------------- | ----------------- | ---------------- |
| 1992               | Albertville (Francia) | Medalla de plata  | Doble            |
| Campeonato Mundial |                       |                   |                  |
| Año                | Lugar                 | Medalla           | Prueba           |
| 1991               | Winterberg (Alemania) | Medalla de plata  | Doble            |
| Campeonato Europeo |                       |                   |                  |
| Año                | Lugar                 | Medalla           | Prueba           |
| 1992               | Winterberg (Alemania) | Medalla de oro    | Equipo           |
| 1994               | Königssee (Alemania)  | Medalla de plata  | Equipo           |
| 1994               | Königssee (Alemania)  | Medalla de bronce | Doble            |